# 松岡城 (信濃国)
松岡城（まつおかじょう）は、長野県下伊那郡高森町にあった日本の城。

## 松岡城
南北朝時代に、信濃国伊那郡市田郷の地頭松岡氏が、天竜川西岸の河岸段丘上先端部に築城。築城の時期については、1065年（治暦元年）、1069年（延久元年）1077年（承暦元年）などの記載が諸書にあるが、吉野朝以降(1300年代）ではないかと考えられている。
本郭は東端に位置し、東西95メートル、南北80メートルで、南西の崖には帯郭が巡らされ、土塁が築かれており、西方の平地に向かって堀で区切られた5つの郭を連ねている。天正16年（1588年）頃、城主の松岡貞利は徳川家康により改易され、廃城となった。

## 支城
- 松岡南城[3]（高森町牛牧）
- 古御屋（古御家[4]）[5]（高森町下市田）

## 属城
- 城山[6]（高森町吉田）
- 本城[7]（高森町吉田）
- 古城[8]（高森町吉田）
- 南の城[8]
- 坂巻城[9]（高森町下市田[5]）
- 次郎城[9]（高森町牛牧[5]）
- 上野城[9]（飯田市座光寺）
- 原の城（原城、原ノ城）[10]（高森町山吹）

## 調査の歴史

### 明治・大正期
『伊奈郡郷村鑑』『南信伊那史料』『下伊那郡誌』等に概略が記録されているのみ。

### 昭和期
1940年（昭和15年）7月から1941年（昭和16年）にかけて調査され、『昭和拾五年史跡名勝天然記念物調査報告書第二十一輯』に報告されている。報告者は市村威人。
1972年（昭和47年）『高森町史』発行、詳細な記録が掲載される。
1978年（昭和53年）松源寺の墓地造園計画に先立って、町文化財調査委員会による試掘調査。

### 平成期
1989年（平成元年）松岡城址公園計画推進委員会が発足。
1990年（平成2年）松岡城址公園計画推進委員会による縄張図の作成、高森町教育委員会による松岡城跡主郭および堀Aの試掘調査実施。
1991年（平成3年）4月、町道拡幅改良計画に先立って、高森町教育委員会による馬出し地籍と惣構西の緊急発掘調査。

## 文化財指定
1987年（昭和62年）10月12日、高森町有形文化財に指定

## 公園としての整備
1990年（平成2年）3月17日、高森町が松岡城址を自然公園にするための工事を開始、10ヵ年計画で整備に着手した。
2013年（平成25年）9月23日、高森町史学会の呼びかけで発足した松岡氏五百年慰霊之碑建立及び法要会実行委員会が、城址内に松岡氏五百年慰霊之碑を建立した。

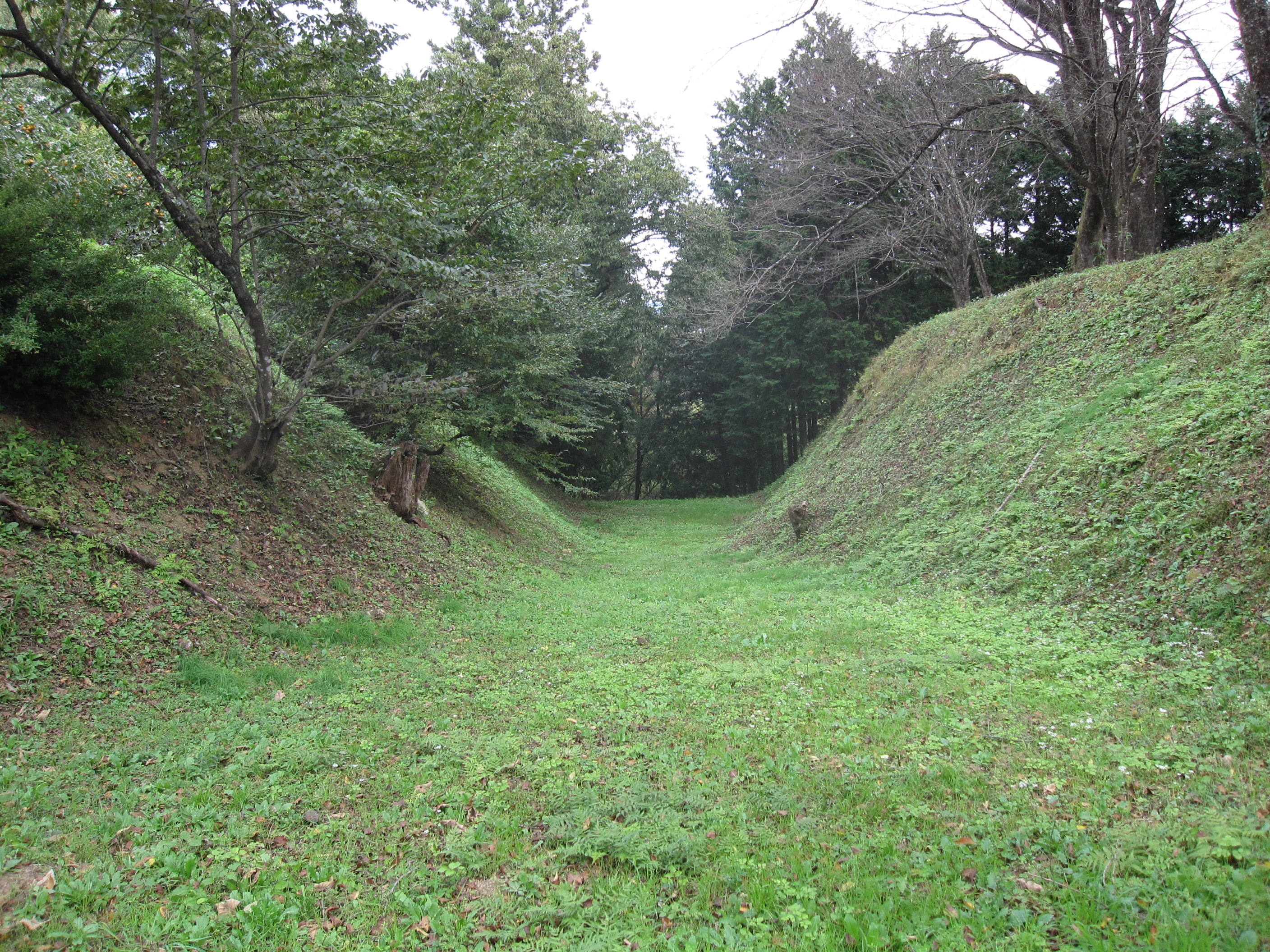
二の堀北側
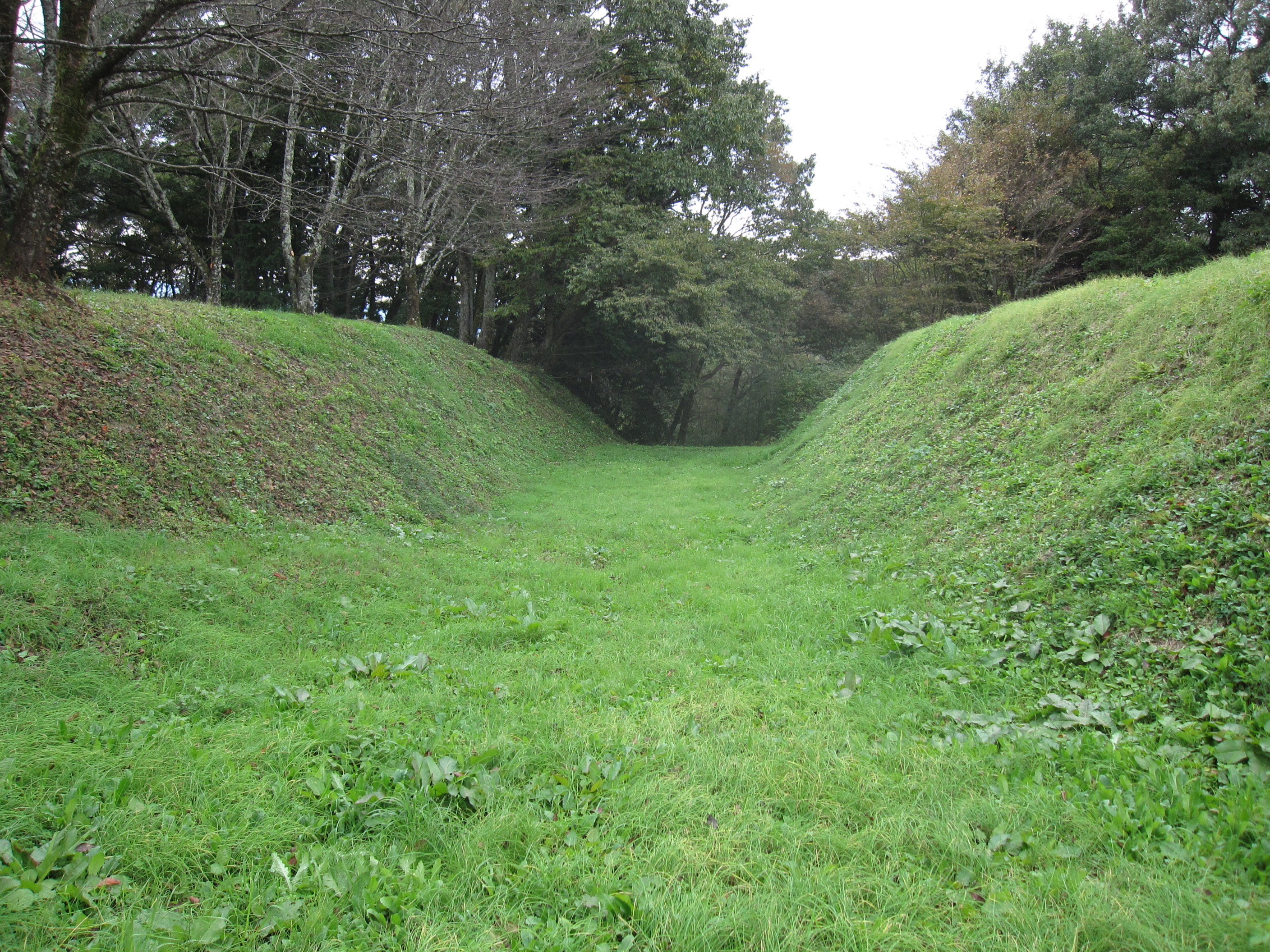
二の堀南側
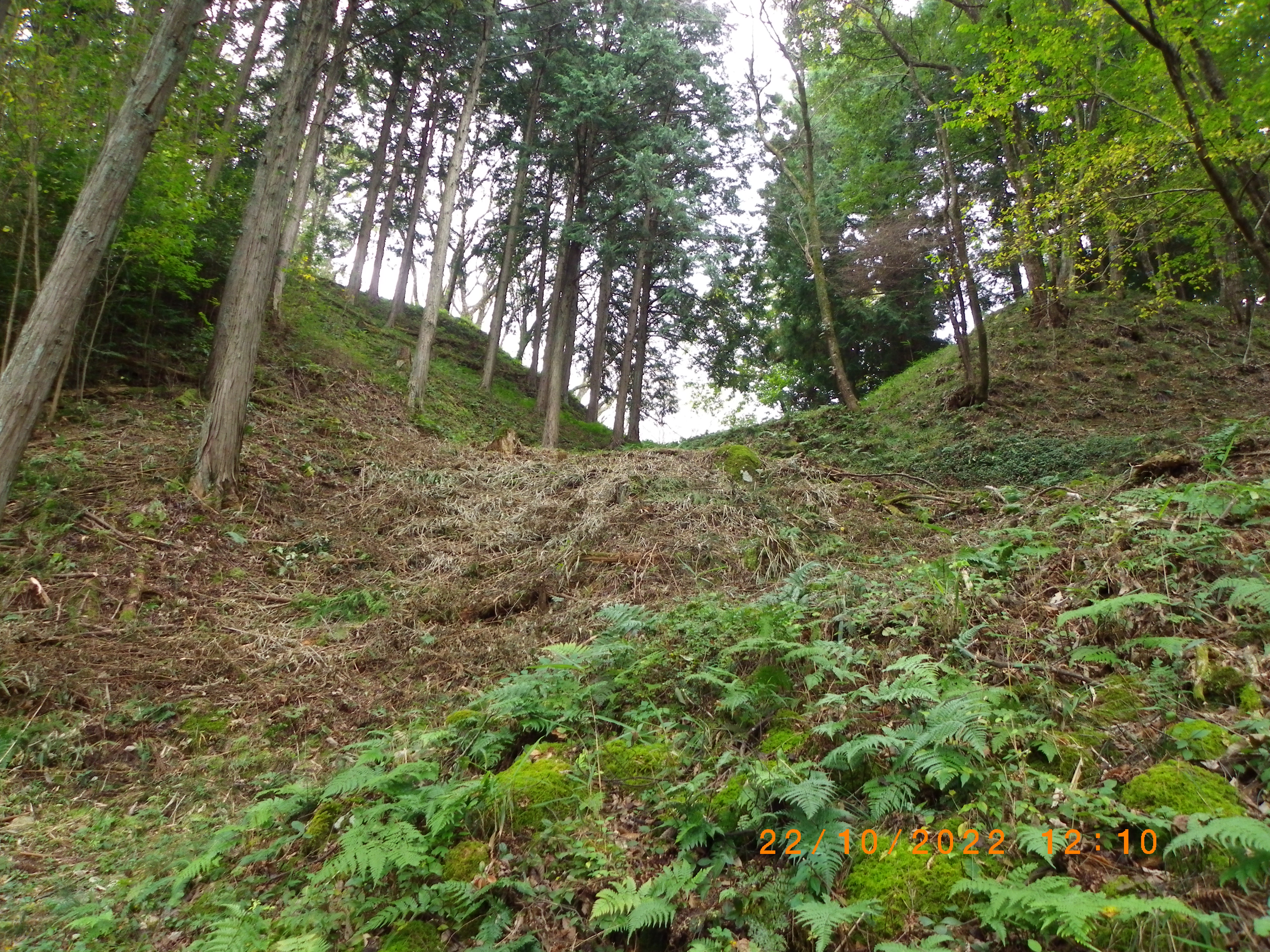
三の堀
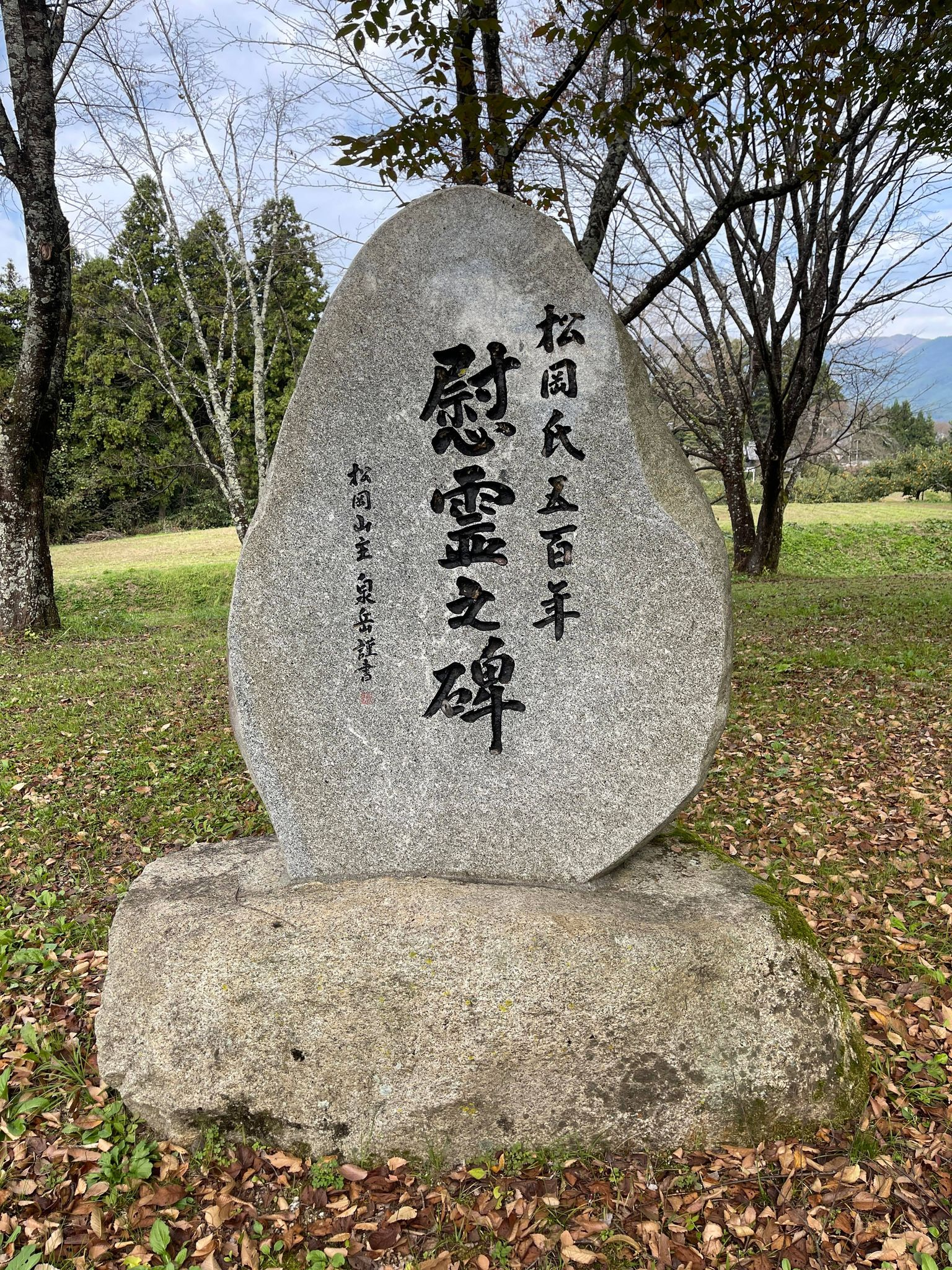
松岡氏五百年慰霊之碑

## 松岡城址愛護会
2001年（平成13年）2月、松岡城主が建立した松源寺の檀家らが松岡城址愛護会を立ち上げ、その後下市田地区の住民、高森町史学会、高森町自然愛護会、その他町内の関係者らが加わり活動。イベントの定期開催、竹林の伐採や改植、草刈り作業などの環境整備を担っている。
2011年（平成23年）11月13日、「松岡城址の秋を観る会」を初開催、2012年の春「松岡城址新緑（はる）の会」を開催した。「松岡城址新緑（はる）の会」では町内の家庭から使われなくなった鯉のぼりを集め、泳がせている。

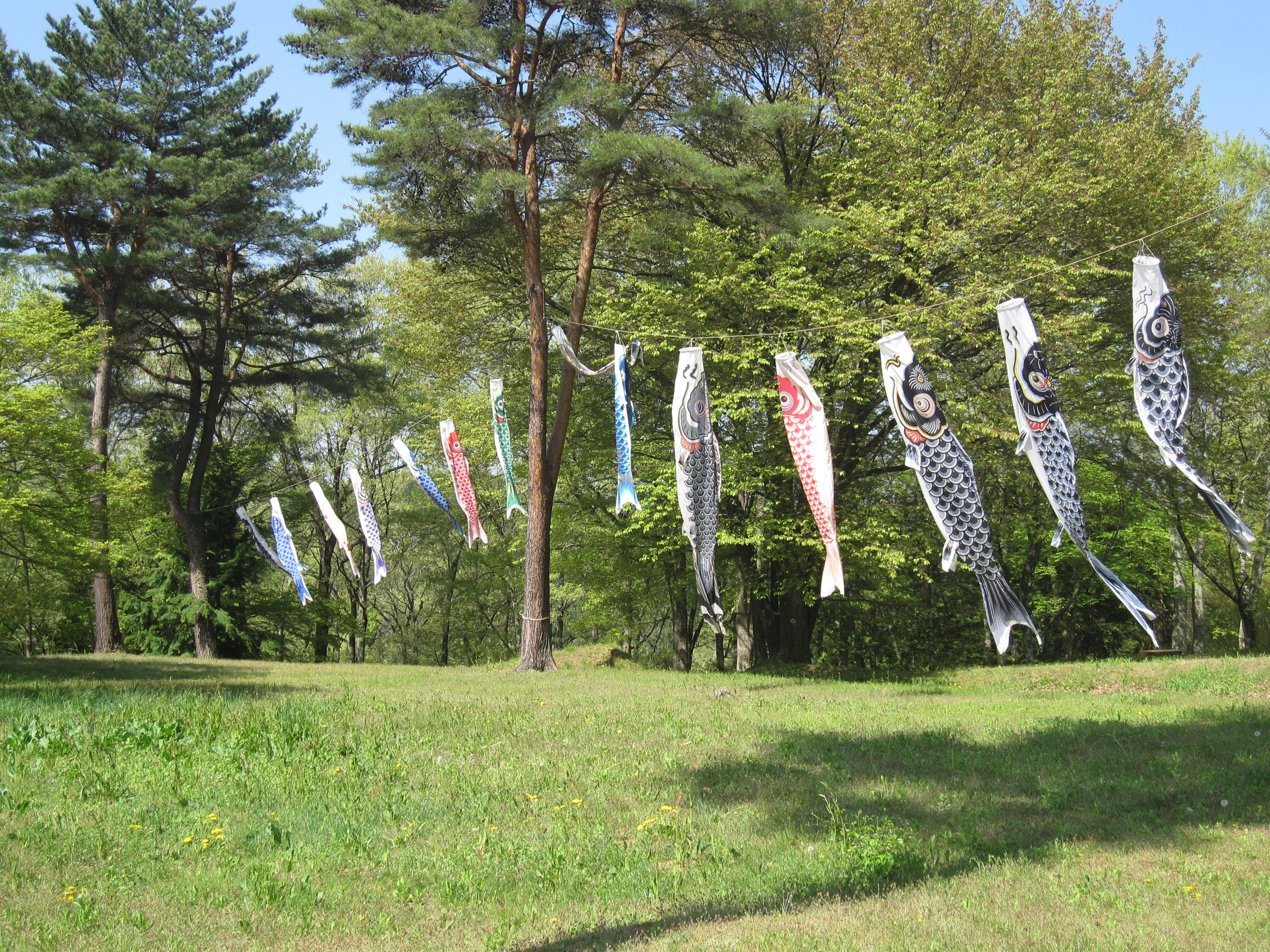
「新緑の会」の様子